# Área monetária ótima
Uma área monetária óptima corresponde a uma região geográfica em que maximiza-se a eficiência económica em ter uma moeda comum. A teoria descreve as características óptimas para a fusão de antigas moedas ou criação de uma nova moeda comum, sendo uma dos argumentos usados a favor ou contra para uma região avançar para uma união monetária, um dos estádios finais de integração económica.
Robert Mundell foi um dos pioneiros da área monetária óptima.